# RFLNB
RFLNB (англ. Refilin B) – білок, який кодується однойменним геном, розташованим у людей на 17-й хромосомі. Довжина поліпептидного ланцюга білка становить 214 амінокислот, а молекулярна маса — 22 882.
| 10         |  | 20         |  | 30         |  | 40         |  | 50         |
| ---------- |  | ---------- |  | ---------- |  | ---------- |  | ---------- |
| MVGRLSLQDV |  | PELVDAKKKG |  | DGVLDSPDSG |  | LPPSPSPSHW |  | GLAAGGGGGE |
| RAAAPGTLEP |  | DAAAATPAAP |  | SPASLPLAPG |  | CALRLCPLSF |  | GEGVEFDPLP |
| PKEVRYTSLV |  | KYDSERHFID |  | DVQLPLGLAV |  | ASCSQTVTCV |  | PNGTWRNYKA |
| EVRFEPRHRP |  | TRFLSTTIVY |  | PKYPKAVYTT |  | TLDYNCRKTL |  | RRFLSSVELE |
| AAELPGSDDL |  | SDEC       |  |            |  |            |  |            |

A: Аланін

C: Цистеїн

D: Аспарагінова кислота

E: Глутамінова кислота

F: Фенілаланін

G: Гліцин

H: Гістидин

I: Ізолейцин

K: Лізин

L: Лейцин

M: Метіонін

N: Аспарагін

P: Пролін

Q: Глутамін

R: Аргінін

S: Серин

T: Треонін

V: Валін

W: Триптофан

Кодований геном білок за функцією належить до фосфопротеїнів. 
Локалізований у цитоплазмі, цитоскелеті.